# Chikuma (cruzador de 1938)
O Chikuma (筑摩) foi um cruzador pesado operado pela Marinha Imperial Japonesa e a segunda e última embarcação da Classe Tone, depois do Tone. Sua construção começou em outubro de 1935 nos estaleiros da Mitsubishi em Nagasaki e foi lançado ao mar em março de 1938, sendo comissionado na frota japonesa em maio do ano seguinte. Era armado com uma bateria principal de oito canhões de 203 milímetros montados em quatro torres de artilharia duplas, tinha um deslocamento de quinze mil toneladas e conseguia alcançar uma velocidade máxima de 35 nós.
O Chikuma teve uma carreira ativa na Segunda Guerra Mundial. Ele escoltou os porta-aviões que realizaram o Ataque a Pearl Harbor no final de 1941 e no ano seguinte participou da invasão das Índias Orientais Holandesas, de um ataque no Oceano Índico, da Batalha de Midway e de diversas operações na Campanha de Guadalcanal. Ele passou a maior parte dos dois anos seguintes escoltando comboios e transportando tropas, mas envolveu-se nas Batalhas do Mar das Filipinas e Golfo de Leyte em 1944, tendo sido afundado nesta última por ataques aéreos norte-americanos.